# 水平整合
水平整合（英语：horizontal integration），也称横向整合、横向一体化等，是一种商业领域的经营策略，与垂直整合相对，指的是企业主体对产品或服务供应链上处于同一层次的其它主体进行合并、收购以扩大原有生产、经营规模的商业行为。其优点是有助于形成规模效益、优势互补、提升市场占有率和资本利用率，但也存在形成巨大垄断体从而破坏正常市场经济秩序的风险。因此，一些国家对此立法加以限制。
例如，中国浙江省宁波市经营汽车座椅配件的继峰股份于2018年通过其全额控股的投资公司收购了一家与其业务有所重叠、主营商用车座椅配件系统的世界性龙头公司——格拉默公司。格拉默公司虽然在前一年的营收大大超过继峰股份，但净利润率却远低于前者。本次收购完成后，继峰股份打开了更多的成长空间，而格拉默则改善了其利润率，步入了精细化管理。